# Трепавлов, Вадим Винцерович
Вади́м Ви́нцерович Трепа́влов (10 декабря 1960, Свердловск — 31 марта 2023, Москва) — российский историк, тюрколог, доктор исторических наук (2002), член-корреспондент РАН (2022). Главный научный сотрудник Института российской истории РАН, руководитель Центра истории народов России и межэтнических отношений. Председатель международной Ассоциации исследователей Золотой Орды.

## Биография
Родился 10 декабря 1960 года в Свердловске в семье служащего. В 1983 году окончил исторический факультет Уральского государственного университета. В 1988 году защитил кандидатскую диссертацию «Социально-политическая преемственность в государственном строе Монгольской империи XIII в.».
В 1987—1988 годах научный сотрудник Института истории и археологии УрО АН СССР, c 1988 года — сотрудник Института истории СССР. В 2002 году защитил докторскую диссертацию «История Ногайской Орды».
Входил в состав экспертного совета ВАК РФ по истории (с 2013). Являлся членом диссертационного совета по истории России до XX века ИРИ РАН, членом редколлегий журналов «Российская история», «Этнографическое обозрение», «Вестник Калмыцкого института гуманитарных исследований РАН», «Золотоордынское обозрение» (Golden Horde Review), а также членом редколлегий периодических сборников «История народов России в исследованиях и документах» и «Тюркологического сборника».
В 2020 году возглавил созданную международную Ассоциацию исследователей Золотой Орды.
Скончался в Москве 31 марта 2023 года на 63-м году жизни. Прах был кремирован и захоронен на Ваганьковском кладбище.

## Награды
- Премия Европейского совета для молодых учёных (1993)
- Макарьевская премия по номинации «История России» (2009) за труд «„Белый царь“: образ монарха и представления о подданстве у народов России XV—XVIII вв.»[7]
- Заслуженный деятель науки Карачаево-Черкесской Республики (2014)
- Лауреат Государственной премии Республики Татарстан в области науки и техники (2016)
- Лауреат премии имени Хусаина Фаизханова (2017)

Неоднократно получал исследовательские и издательские гранты Российского гуманитарного научного фонда (РГНФ).

## Научная деятельность и труды
Им написано более 600 научных работ по истории России.
Направления научных исследований: история народов Поволжья, Сибири, Северного Кавказа, Центральной Азии, история вхождения народов и регионов в состав России, межэтнические отношения.
При анализе событий прошлого желательно пытаться уходить от всяческих пристрастий — политических, этнических и прочих. Пример последних полутора десятилетий показывает, что «этнически ориентированная» наука оставляет убогое впечатление. На этом поприще нет и не может быть научного прогресса, поэтому процветают домыслы и фальсификации. Более-менее понятно, когда авторами таких сочинений движут соображения заработка или карьеры. Но историки, искренне исповедующие этноцентризм, — это жалкое зрелище. За время моей работы в науке я много раз убеждался: чем больше человек зациклен на величии истории исключительно своего народа, тем менее он профессионален как историк.

### Диссертация
- Трепавлов В. В. История Ногайской Орды. Дисс. на соиск. уч. степ. д-ра ист. наук. М., 2001. 324 с.

### Книги
- Трепавлов В. В. Государственный строй Монгольской империи XIII в. (проблема исторической преемственности). М.: Восточная литература, 1993. 168 с.
- Трепавлов В. В. Ногаи в Башкирии, XV—XVII вв. Княжеские роды ногайского происхождения. Уфа: Урал. науч. центр РАН, 1997. 72 с. (Материалы и исследования по истории и этнологии Башкортостана. № 2)
- Национальные окраины Российской империи: становление и развитие системы управления / С. Г. Агаджанов, Ш. Ф. Мухамедьяров, В. В. Трепавлов и др.; Ин-т Рос. истории РАН. — М.: Славянский диалог, 1997. — 416 с. — ISBN 5-85468-091-2.
- Трепавлов В. В. История Ногайской Орды. — М.: Восточная литература, 2002. — 752 с. — ISBN 5-02-018193-5.
- Россия и Северный Кавказ: 400 лет войны? М.: Инст. росс. ист. РАН, 1998. 37 с.; Lewiston; Queeston; Lampeter: The Edition Meller Press, 1999. 38 р. (в соавт., отв. ред.)
- Русское население национальных окраин России XVII—XX вв / Н. Е. Бекмаханова, М. Б. Булгаков, Л. С. Гатагова и др.; Отв. ред. В. В. Трепавлов; Ин-т рос. истории РАН. — М.: Славянский диалог, 2000. — 320 с. — ISBN 5-85468-106-4.
- Война и ислам на Северном Кавказе XIX—XX вв. М.: Инст. росс. ист. РАН, 2000. 54 с. (в соавт., отв. ред.)
- Посольская книга по связям России с Ногайской Ордой (1576 г.) / Подгот. к печ., введ., коммент. В. В. Трепавлова; Институт российской истории РАН. — М.: ИРИ РАН, 2003. — 96 с. — 300 экз. — ISBN 5-8055-0117-1.
- Присоединение Среднего Поволжья к Российскому государству. Взгляд из XXI века // Стенограмма «Круглого стола» в Институте российской истории РАН, 14 ноября 2002 г. / Под ред. А. Н. Сахарова, В. В. Трепавлова. — М., 2003.
- Российская многонациональная цивилизация: Единство и противоречия / Отв. ред. В. В. Трепавлов. — М.: Наука, 2003. — 378 c.
- Посольские книги по связям России с Ногайской Ордой (1551—1561 гг.) / Ред. Д. А. Мустафина, В. В. Трепавлов; Ред. Миркасым Усманов. — Казань, Татарское книжное издательство, 2006. — 392 с.
- Трепавлов В. В. «Белый царь»: Образ монарха и представления о подданстве у народов России XV—XVIII вв. — М.: Восточная литература, 2007. — 256 с. — 1000 экз. — ISBN 5-02-018517-5.
- Трепавлов В. В. Золотая Орда в XIV столетии / Отв. ред. А. В. Малов. — М.: Квадрига, 2010. — 72, [4] с. — (Музейная библиотека). — 1000 экз. — ISBN 978-5-91791-029-1.
- Трепавлов В. В. Тюркские народы средневековой Евразии: Избранные труды. — Казань: Фолиант, 2011. — 252 с. — 500 экз.
- Трепавлов В. В. Сибирский юрт после Ермака: Кучум и Кучумовичи в борьбе за реванш / Институт российской истории РАН. — М.: Восточная литература, 2012. — 232 с. — 800 экз. — ISBN 5-02-036502-5.
- Трепавлов В. В. «Орда самовольная»: Кочевая империя ногаев XV—XVI веков. — М.: Квадрига, 2013. — 224 с. — (Исторические исследования). — 600 экз. — ISBN 978-5-91791-021-5.
- Трепавлов В. В. Степные империи Евразии: монголы и татары. — М.: Квадрига, 2015. — 368 с. — (Исторические исследования). — ISBN 978-5-91791-175-5.
- Трепавлов В. В. «Белый царь»: Образ монарха и представления о подданстве у народов России XV—XVIII вв. — 2-е изд., испр. и доп. — СПб.: Изд-во Олега Абышко, 2017. — 320 с. — ISBN 978-5-4448-0768-2.
- Трепавлов В. В. Этно-ретро-этюды. Этническая политика России в исторических миниатюрах. — М.: Кучково поле, 2017. — 352 с. — ISBN 978-5-9950-0836-1.
- Трепавлов В. В., Беляков А. В. Сибирские царевичи в истории России. — СПб.: Изд-во Олега Абышко, 2018. — 496 с. — 400 экз. — ISBN 978-5-95003-526-5.
- Трепавлов В. В. Степные империи Евразии: монголы и татары. — 2-е изд. — М.: Квадрига, 2018. — 368 с. — (Исторические исследования). — ISBN 978-5-91791-259-2.
- Трепавлов В. В. Народы Евразии в эстафете империй: От Золотой Орды к Российскому государству. — СПб.: Изд-во Олега Абышко, 2021. — 416 с. — ISBN 978-5-6045573-1-0.

### Статьи
- Трепавлов В. В. Тюркская знать в России (ногаи на царской службе) // Вестник Евразии: 1998. № 1—2 С. 97—109.
- Трепавлов В. В. «Национальная политика» в многонациональной России XVI—XIX веков // Историческая психология и социология истории: 2009. Том 2, № 1
- Трепавлов В. В. Образ русских в представлениях народов России XVII—XVIII вв. // Этнографическое обозрение: 2005, № 1. С. 102—118.
- Трепавлов В. В. Российские княжеские роды ногайского происхождения (генеалогические истоки и ранняя история) // Тюркологический сборник: 2002: Россия и тюркский мир. — М.: Восточная литература, 2003. — С. 320—353.
- Трепавлов В. В. Власть и управление в тюркском кочевом обществе (по эпическим сказаниям народов Южной Сибири) // Тюркологический сборник: 2005. Тюркские народы России и Великой степи. — М.: Восточная литература, 2006. — С. 323—354.
- Трепавлов В. В. Предки «Мамая-царя». Киятские беки в «Подлинном родослове Глинских князей» // Тюркологический сборник: 2005. Тюркские народы России и Великой степи. — М.: Восточная литература, 2006. — С. 319—352.
- Трепавлов В. В. Родоначальники Аштарханидов в Дешт-и Кипчаке : (заметки о предыстории бухар. династии) // Тюркологический сборник: 2005. Тюркские народы России и Великой степи. — М.: Восточная литература, 2006. — С. 370—395.
- Трепавлов В. В. Лояльность в обмен на ярлык // Родина. 2007. № 9.
- Трепавлов В. В. Героический эпос как исторический источник (по материалам тюрко-монгольского фольклора) // Вопросы истории и культуры народов России: Сб. ст. к 80-летию проф. М. М. Блиева / Отв. ред. Р. С. Бзаров; Ин-т истории и археологии Респ. Сев. Осетия-Алания. — Владикавказ: (Изд.-полиграф. предприятие им. В.Гасиева), 2010. — 300 с. — 300 экз. — ISBN 978-5-91139-187-4.